# طاهر زمان
طاهر زمان (انگلیسی: Tahir Zaman؛ زادهٔ ۶ مارس ۱۹۶۹) ورزشکار هاکی روی چمن اهل پاکستان است.
وی در مسابقات کشوری و بین‌المللی در مجموع برندهٔ ۱ مدال طلا، ۱ مدال برنز شده‌است.